# جانی برتولوتی
جانی برتولوتی (انگلیسی: Gianni Bertolotti؛ زادهٔ ۱۲ فوریه ۱۹۵۰) بازیکن بسکتبال اهل ایتالیا بود.
وی در مسابقات کشوری و بین‌المللی در مجموع برندهٔ ۲ مدال برنز شده‌است.